# سانتاني (جزر البليار)
بلدية سانتاني (بالإسبانية: Santañy) هي بلدية تقع في منطقة جزر البليار شرق إسبانيا.

## الديموغرافيا
بلغ عدد سكان بلدية سانتاني 13.095 نسمة عام 2011 (وفقاً للمعهد الوطني للإحصاء الإسباني).
| 7.702 | 8.467 | 10.020 | 10.673 | 11.720 | 12.664 | 13.095 |